# فرودگاه نیو تانگاشیما
فرودگاه نیو تانگاشیما (به انگلیسی: New Tanegashima Airport) یک فرودگاه همگانی با کد یاتا TNE است که یک باند فرود آسفالت بتن دارد و طول باند آن ۲۰۰۰ متر است. این فرودگاه در کشور ژاپن قرار دارد.

## شرکت‌های هواپیمایی و مقصدهای پروازی

### مسافری
| شرکت‌های هواپیمایی                            | مقصدهای پروازی        |
| -------------------------------------------- | --------------------- |
| خطوط هوایی ژاپن اجرا توسط Japan Air Commuter | کاگوشیما فصلی: اوساکا |